# Адис Абеба
Адѝс А̀беба (на амхарски: አዲስ አበባ, [adˈdis ˈabəba], „ново цвете“) е столицата и най-големият град на Етиопия, разположен в централната част на страната и с административен статут на регион. Населението му е 5 956 680 души към 2025 г.

## География
Адис Абеба се намира на 2355 m надморска височина в подножието на връх Ентото в Етиопското плато, на 500 km югозападно от бреговете на Индийския океан и на 750 km източно от река Нил.
Растителността в границите на града е доста бедна, представена е от пустинни и полупустинни храсти и треви.
Климатът на Адис Абеба е преобладаващо планински. Средната месечна температура е висока през цялата година.
| Климатични данни за Адис Абеба        | Климатични данни за Адис Абеба | Климатични данни за Адис Абеба | Климатични данни за Адис Абеба | Климатични данни за Адис Абеба | Климатични данни за Адис Абеба | Климатични данни за Адис Абеба | Климатични данни за Адис Абеба | Климатични данни за Адис Абеба | Климатични данни за Адис Абеба | Климатични данни за Адис Абеба | Климатични данни за Адис Абеба | Климатични данни за Адис Абеба | Климатични данни за Адис Абеба |
| Месеци                                | яну.                           | фев.                           | март                           | апр.                           | май                            | юни                            | юли                            | авг.                           | сеп.                           | окт.                           | ное.                           | дек.                           | Годишно                        |
| Абсолютни максимални температури (°C) | 28,8                           | 28,4                           | 30,0                           | 29,5                           | 30,0                           | 29,0                           | 26,8                           | 26,4                           | 26,2                           | 27,0                           | 27,8                           | 28,0                           | 30,0                           |
| Средни максимални температури (°C)    | 21,9                           | 22,8                           | 23,5                           | 23,0                           | 23,5                           | 21,8                           | 19,6                           | 19,4                           | 20,4                           | 21,6                           | 21,6                           | 21,3                           | 21,7                           |
| Средни температури (°C)               | 16,4                           | 17,5                           | 18,5                           | 18,4                           | 18,9                           | 17,5                           | 16,2                           | 16,1                           | 16,4                           | 16,6                           | 16,0                           | 15,4                           | 17,0                           |
| Средни минимални температури (°C)     | 10,0                           | 11,0                           | 12,6                           | 13,2                           | 13,3                           | 12,5                           | 12,0                           | 12,3                           | 11,6                           | 10,4                           | 9,1                            | 9,1                            | 11,4                           |
| Абсолютни минимални температури (°C)  | 1,0                            | 0,0                            | 4,4                            | 6,0                            | 6,0                            | 6,4                            | 6,2                            | 6,1                            | 4,0                            | 2,0                            | 1,0                            | 0,0                            | 0,0                            |
| Средни месечни валежи (mm)            | 11                             | 38                             | 52                             | 82                             | 69                             | 107                            | 229                            | 232                            | 142                            | 34                             | 5                              | 11                             | 1010                           |
| ------------------------------------- | ------------------------------ | ------------------------------ | ------------------------------ | ------------------------------ | ------------------------------ | ------------------------------ | ------------------------------ | ------------------------------ | ------------------------------ | ------------------------------ | ------------------------------ | ------------------------------ | ------------------------------ |
| Източник: Погода и Климат             |                                |                                |                                |                                |                                |                                |                                |                                |                                |                                |                                |                                |                                |

## История
През 1879 г. императорът на държавата Шева Менелик II посещава руините на древен град и останки от църква, построени тук през средните векове. Неговият интерес към този регион нараства, след като императрица Таиту Бетул харесва мястото заради многобройните извори и същата година започва строителство на църква на върха Ентото, както и къща за себе си и съпруга ѝ. Императорът разбира, че мястото ще е подходящо за военна база за походите му на юг.
Столицата е основана тук през 1886 г. Предполага се, че това е станало по-късно поради факта, че наоколо нямало източници на храна и дървен материал. Когато Менелик станал император на Етиопия, той пренесъл столицата си тук и наименувал града Адис Абеба. Евкалиптовите дръвчета, засадени във и около града, са негова идея. Менелик престроява къщата на Таиту в дворец, в който днес се намира правителството на Етиопия.
По време на Втората италианско-етиопска война италиански военни окупират града на 5 май 1936 г., избивайки около милион етиопци с иприт (за да се избегне бомбардировка на града). След победата на британските войски и етиопските въстаници над италианската армия в началото на Втората световна война император Хайле Селасие се завръща в столицата, „повредена“ от окупационните действия, и започва работа по възстановяването ѝ. Днес тук се намират щабовете на Африканския съюз и на Икономическата комисия за Африка към ООН.
В Националния етиопски музей може да се види гипсово копие на Люси – реконструираната по намерен на територията на Етиопия скелет на жена-австралопитек. Това е най-древният човек, чиито останки са намирани. Затова именно се смята, че градът е „люлка“ на човечеството.

## Население
Населението на етиопската столица през 2008 година е 3 147 000 души и нараства с 8% годишно. Градът често е наричан и „столица на Африка“ заради дългата си история. Тук се намира и централата на Африканския съюз. Близо 24% от градското население на страната живее в столицата.
Мнозинството от населението на града са амхара (47,05%), следват оромо (19,51%), гураге (16,34%), тиграи (6,18%) и 10,92% други националности. Мнозинството от населението са християни – общо 83% (74,7% – православни, 7,8% – протестанти, 0,5% – католици), следват мюсюлманите (16,2%) и 0,8% изповядват други религии.
Адис Абеба е един от най-чистите и безопасни градове на Черния континент. По улиците почти няма просяци, а най-тежките престъпления, които се извършват тук, са джебчийство и измами.

## Икономика
През последните години в града започва строителен бум – молове и модерни небостъргачи се появяват в градския пейзаж. Според някои това е „спа-столицата“ на Африка. Около града има много обработваеми площи, на които работят пристигащите от селата и по-малките градове хора.

## Инфраструктура
Транспортът в града включва обществени автобуси и синьо-бели таксита, наричани „сини магарета“. В тях обикновено се побират около 15 души. Във всяко такси има по двама служители – единият шофира, а другият събира таксите.
Адис Абеба се обслужва от международното летище „Боле“, чийто нов терминал е открит през 2003 г. Старото летище „Лидета“ в западния район, наричано „Старото летище“, се използва от малки самолети, военни самолети и хеликоптери. Градът има и железопътна връзка със столицата на Джибути – Джибути в стила на френските железници.

## Култура
В града се намира Университетът на Адис Абеба, който преди се е казвал Университет „Хайле Селасие I“ в чест на бившия император на Етиопия.
В центъра на града има паметник на А. С. Пушкин, за прадядото на който, Абрам Ханибал, се предполага, че е бил роден в Етиопия.

## Известни личности
Родени в Адис Абеба
- Махдер Ассефа (р. 1987), актриса
- Гелиля Бекеле (р. 1986), манекенка
- Сахле-Ворк Зевде (р. 1950), политик
- Лия Кебеде (р. 1978), актриса
- Семра Кебеде (р. 1987), актриса
- Джули Мерету (р. 1970), художничка
- Кидан Тесфахун (р. 1984), манекенка
- Мхадере Тигабе (р. 1992), манекенка

Починали в Адис Абеба
- Абебе Бикила (1932-1973), лекоатлет
- Фриц Моргенхалер (1919-1984), швейцарски психолог